# Manfredas Žymantas
Manfredas Žymantas (*  8. August 1970 in Kėdainiai) ist ein litauischer Politiker.

## Leben
1988 absolvierte er mit Auszeichnung die Medizinschule Šiauliai und von 1992 bis 1998 das Studium der Medizin an der Kauno medicinos universitetas. Von 1998 bis 2000  studierte er Rechtswissenschaft an der Vilniaus universitetas. Von 1985 bis 1990 arbeitete er in Šiauliai als Sanitar beim Medizinischen Versorgungspunkt (medicinos punktas). Von 1990 bis 1993 arbeitete er am Krankenhaus für Tuberkulose und von 1993 bis 2001 am Krankenhaus Kaunas. Von 2001 bis 2004 arbeitete er als Arzt in Zarasai. Er leitete die Ambulanz Turmantas in der Rajongemeinde. 2004 arbeitete er in Visaginas. 2004, 2007, von 2009 bis 2011 war er Mitglied im Rat der Rajongemeinde Zarasai und von 2011 bis 2015 der Rajongemeinde Ignalina. 
2024 wurde er verurteilt.
Seit 2003 ist er Mitglied der Darbo partija. Von 2004 bis 2008 war er Mitglied im Seimas.